# Myiagra pluto
Monarca-de-pohnpei ou papa-moscas-de-ponapé (Myiagra pluto) é uma espécie de ave da família Corvidae.
É endêmica da Micronésia.